# Acarospora robiniae
Acarospora robiniae är en lavart som beskrevs av K. Knudsen. Acarospora robiniae ingår i släktet Acarospora och familjen Acarosporaceae.   Inga underarter finns listade i Catalogue of Life.